# Província de Minas Gerais
A Província de Minas Gerais foi instituída no Reino do Brasil  pelas Cortes Gerais e Extraordinárias da Nação Portuguesa, em 28 de fevereiro de 1821, ainda no âmbito do Reino Unido de Portugal, Brasil e Algarves, criada a partir da Capitania de Minas Gerais.
Foi uma província do Império do Brasil a partir de 1822, e deu origem ao atual Estado de Minas Gerais, após a Proclamação da República, em 15 de novembro de 1889.

## História
Durante o período do Império do Brasil, de 1822 a 1889, a Província de Minas Gerais desempenhou um papel fundamental na consolidação e estabilidade do novo regime político.
A província, historicamente rica e influente, continuou a exercer um papel central na economia, na política e na cultura do país.

### Viagem de Pedro I às Minas (1822)
A viagem do então Príncipe Regente Pedro a Minas Gerais em 1822 foi um evento histórico importante que ocorreu como parte do processo de independência do Brasil. Pedro de Alcântara, filho do rei de Portugal, João VI, estava no Brasil desde 1808, quando a família real portuguesa se refugiou no país devido às invasões napoleônicas.
Em 1822, o Brasil ainda era uma colônia de Portugal, mas a insatisfação com o domínio português estava crescendo. Nesse contexto, Pedro decidiu realizar uma viagem a Minas Gerais, uma das províncias mais importantes e influentes do Brasil colonial. A viagem tinha como objetivo fortalecer seu apoio e obter o respaldo das elites locais para a independência.
Pedro partiu do Rio de Janeiro em 25 de março de 1822, acompanhado por uma comitiva de ministros, conselheiros e guarda-costas. A viagem foi feita a cavalo e durou cerca de um mês. Durante o percurso, Pedro I passou por várias cidades, incluindo a atual Petrópolis, Barbacena, São João del-Rei, Mariana e Ouro Preto. A viagem do futuro imperador Pedro a Minas Gerais foi fundamental para consolidar o apoio à independência e marcou um momento importante na história do país.

### Consolidação territorial
No fim do século XVIII, começou a ocupação das atuais regiões da Zona da Mata, Norte de Minas e Triângulo Mineiro e Alto Paranaíba. A expansão dos limites de Minas Gerais continuou ao longo do século XIX. Em 1800, definiu-se a divisa com o Espírito Santo, a qual foi estendida até a Serra dos Aimorés. Em 1816, as atuais regiões do Triângulo e Alto Paranaíba foram incorporadas a Minas Gerais transferidas da Capitania de Goiás.
Durante o primeiro reinado, o território de Minas Gerais passou por algumas transformações. Em 1824 o atual noroeste de Minas deixou de pertencer a Pernambuco e foi incorporado a Minas, com a incorporação da Comarca do Rio São Francisco. Devido ao movimento separatista da Confederação do Equador, Pedro I a desligou do território pernambucano como punição e para evitar a irradiação das ideias republicanas do movimento.
A comarca foi transferida para a província de Minas Gerais, de acordo com o decreto de 7 de julho de 1824:
Hei por bem, com o favor de Meu Conselho d’Estado, Ordenar, como por este Condeno que a dita comarca do Rio São Francisco seja desligada da Província de Pernambuco e fique desde a publicação deste Decreto em diante pertencendo à Província de Minas Geraes, de cujo Presidente, receberão autoridades respectivas as ordens necessárias para o seu governo e administração, provisoriamente, e enquanto a Assembleia próxima a installar-se não organizar um plano geral de divisão conveniente. Ficará, porém, a dita comarca sujeita, como até aqui em seus recursos judiciaes, à relação da Província da Bahia.
Após três anos sob administração mineira, a região foi anexada à Bahia em 15 de outubro de 1827 por outro decreto real:
Tendo resolvido a Assembléa Geral Legislativa que a comarca do Rio de S. Francisco, que se acha provisoriamente encorporada à Provincia de Minas Geraes em virtude do decreto de 7 de Julho de 1824, fique provisoriamente encorporada á Provincia da Bahia, até que se faça a organização das provincias do Imperio: Hei por bem, sanccionando a referida resolução, que ella se observe, e tenha o seu devido cumprimento.
Embora o decreto tenha especificado a incorporação provisória da comarca, o território da antiga comarca permanece como parte da Bahia até a atualidade.
Já a divisa com o Rio de Janeiro, estabelecida sem muita precisão desde 1709, foi fixada em 1843 e, em 1857, o Vale do Jequitinhonha foi definitivamente transferido da Bahia para Minas Gerais.

### Viagem de Pedro I às Minas (1831)
Em 1822, Pedro I já havia viajado a Minas Gerais com o objetivo de angariar apoio dos poderes locais contra as exigências das Cortes portuguesas para que retornasse a Portugal. Naquela ocasião, os poderes locais de Minas acabaram aderindo à regência de Pedro I, anulando tendências autonomistas e simpatizantes às Cortes de Lisboa.
Entretanto, em 1831, quando retornou a Minas Gerais como Imperador do Brasil durante o final do primeiro reinado, a situação era bastante diferente. Os cariocas, especialmente os liberais exaltados, criticavam veementemente o governo de Pedro I, especialmente em relação a um suposto "gabinete secreto" e aos ministros do Imperador. A aproximação entre os liberais exaltados e os militares, assim como a popularidade dos periódicos exaltados no Rio de Janeiro, contribuíram para a deslegitimação do governo de Pedro I, que buscou fazer uma nova visita a Minas Gerais para obter o apoio das elites locais.
A comitiva que o acompanhou a Minas incluía a Imperatriz Amélia, a baronesa de Stuomfeder, o veador particular da Imperatriz, seis reposteiros, um médico, um capelão e mais cinco criados particulares. Apesar de a visita representar uma honra pessoal e o reconhecimento da importância da província, a população se sentiu incomodada, pois os impostos aumentaram significativamente para financiar as festas.
Em 22 de fevereiro de 1831, Pedro I chegou a Ouro Preto, sendo recebido com uma multidão de pessoas. Durante a Proclamação no Palácio do Governador, o Imperador denunciou a existência de um partido desorganizador que espalhava panfletos e calúnias contra seu governo, além de mencionar um grupo que pregava a adoção de uma "forma federativa" em oposição à Constituição. Ele pediu ao povo que não se deixasse influenciar por essas doutrinas perniciosas, alertando sobre o perigo que representavam para o Brasil.
Os liberais responderam duramente à Proclamação, criticando-a na imprensa e ressaltando a impopularidade de Pedro I na província. Esses eventos fizeram com que os liberais mineiros e cariocas se unissem em defesa da causa nacional contra o governo considerado "despótico" e "antinacional" de Pedro I.
A visita não trouxe os resultados esperados, e menos de um mês após o retorno da viagem a Minas Gerais, Pedro I abdicou do trono.

### Revolta do Turvo
Na mesma época dos dois acontecimentos acima, em 18 de dezembro de 1831, cerca de cinquenta pessoas do Distrito de Santa Rita do Turvo, Freguesia do Mártir São Manoel do Rio da Pomba e Peixe, Termo da Leal Cidade de Mariana, se reuniram com armas (espingardas, pistolas, espadas, facas, foicinhas e zagaias) às dez da manhã no chamado Arraial de Santa Rita. Na manifestação, ouvia-se gritos de "Viva D. Pedro I" bem como de "Viva à liberdade". O grupo saiu pelas ruas convocando escravos, estimulando-os a pegar em armas e a se juntar à revolta para que todos ficassem livres. As medidas aplicadas pelo governo liberal para reprimir os acontecimentos em Santa Rita do Turvo incluiu a prisão dos revoltosos e também a abertura de processos. Essas posições, contudo, não foram suficientes para abafar as lideranças conservadoras.

### Revolta do Ano da Fumaça
Também conhecida como a Sedição Militar de 1833, a Revolta do Ano da Fumaça foi um conflito regencial que aconteceu em Ouro Preto, na então Província de Minas Gerais, em 22 de março de 1833. O movimento foi nomeado dessa maneira porque durante alguns dias daquele ano instalou-se uma grande neblina na região. A  Sedição Militar de 1833 foi um movimento sem consistência que queria o retorno de Pedro I ao país, mas foi logo abafado pelo governo provincial.

### Revolta de Carrancas
A Revolta de Carrancas ou Levante de Bella Cruz foi uma rebelião de escravos que eclodiu em 13 de maio de 1833,  nas propriedades da família Junqueira, ao sul da província de Minas Gerais. A revolta teve início na fazenda Campo Alegre, propriedade de Gabriel Francisco Junqueira, tendo continuidade na fazenda Bella Cruz. A revolta de Carrancas e a Sedição de 1833 estão relacionadas pois aconteceram concomitantemente. Há indícios de que o levante de Carrancas teria começado com o boato de libertação dos escravos na sedição.

### Revolta Liberal de 1842

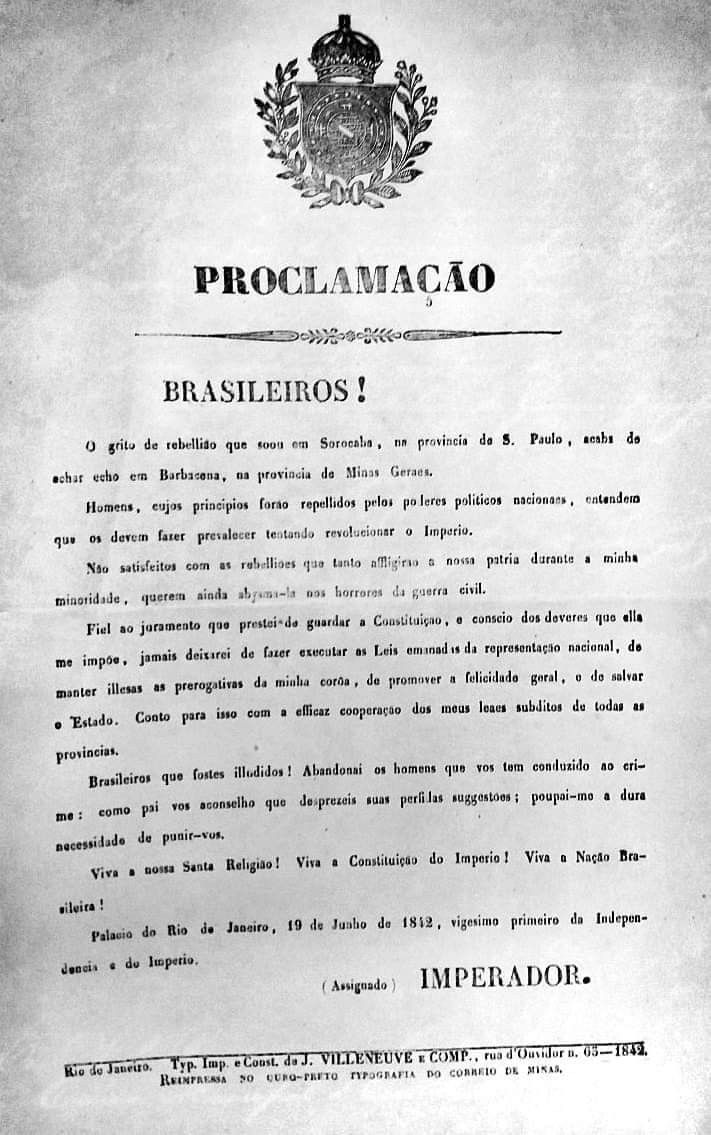
Proclamação de Pedro II visando acalmar os ânimos dos políticos de ambas as denominações partidárias.

A Revolta Liberal de 1842, que ocorreu durante o Império do Brasil, foi resultado das tensões políticas entre o Partido Liberal e o Partido Conservador. Após as chamadas Eleições do Cacete de 1840, marcadas por violência e fraude, o jovem imperador Pedro II, que havia assumido o trono com apenas 14 anos após a Declaração da Maioridade, inicialmente formou um ministério composto por liberais. No entanto, em 1841, sob a influência de uma facção conservadora conhecida como os áulicos, o Imperador dissolveu o Gabinete da Maioridade, destituindo os liberais do poder. Este ato provocou forte insatisfação e levou à organização de revoltas em São Paulo e Minas Gerais no ano de 1842.
Em Minas Gerais, a revolta começou em 10 de junho de 1842, na cidade de Barbacena, que foi escolhida como sede do governo revolucionário. O líder liberal José Feliciano Pinto Coelho da Cunha (mais tarde conhecido como Barão de Cocais) foi aclamado como presidente interino da província pelos revoltosos.
O governo imperial, buscando reprimir o movimento, enviou a Guarda Nacional e tropas do exército para combater os insurgentes e prender seus líderes. Em 4 de julho, em Queluz, as forças imperiais sofreram uma derrota para os revoltosos comandados pelo Coronel Antônio Nunes Galvão. Após essa vitória, os rebeldes receberam reforços de várias cidades mineiras, como Santa Luzia, Santa Quitéria, Santa Bárbara, Itabira, Caeté e Sabará. Entretanto, a notícia da derrota das forças liberais em São Paulo gerou divergências entre os mineiros sobre um possível ataque a Ouro Preto.[carece de fontes?]
Um episódio importante dessa revolta foi a batalha travada em Santa Luzia, onde o Solar Teixeira da Costa, que hoje abriga a Casa da Cultura, serviu como quartel-general dos revoltosos. Ainda é possível ver as marcas de bala nas janelas do casarão, testemunhas da luta. A batalha decisiva ocorreu no Muro de Pedras, entre as forças de Teófilo Benedito Ottoni e as tropas governistas lideradas pelo Duque de Caxias.[carece de fontes?]
O Duque de Caxias, que havia sido nomeado comandante do exército pacificador, utilizou a mesma estratégia que havia empregado em São Paulo: tomar rapidamente a capital da província. No dia 6 de agosto de 1842, as tropas imperiais conseguiram capturar Ouro Preto, encerrando o levante em Minas Gerais.[carece de fontes?]

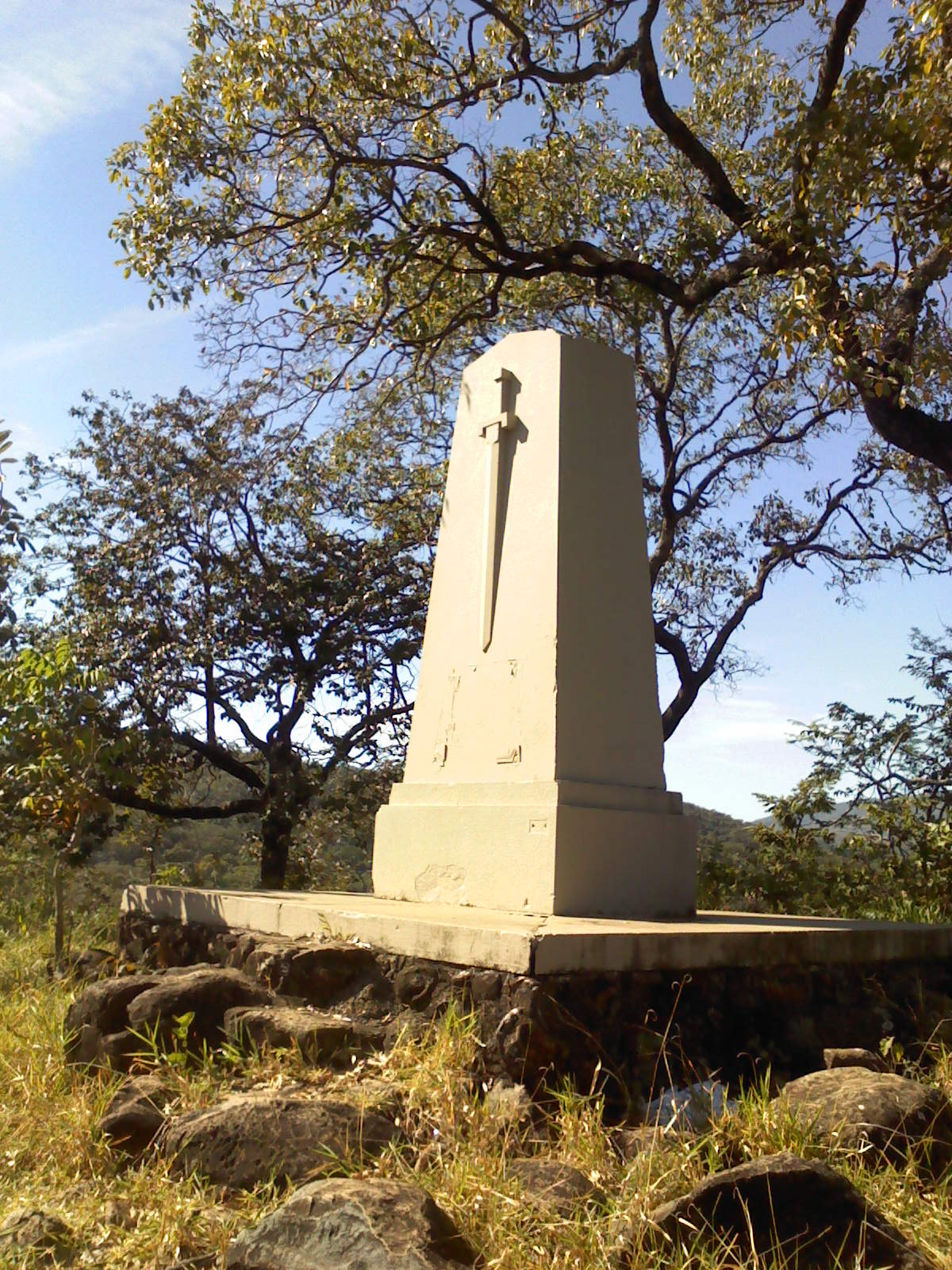
Monumento aos Bravos, ligado à Revolução Liberal de 1842, em Santa Luzia

O movimento de 1842 foi uma tentativa de reação do Partido Liberal à perda de poder após a ascensão dos conservadores, que haviam implementado medidas centralizadoras, como a recriação do Conselho de Estado e a reforma do Código do Processo Criminal de 1832. Essas ações, particularmente a lei nº 261 de dezembro de 1841, retiraram muitos dos avanços liberais alcançados com o Código Penal de 1830 e exacerbaram o conflito entre os dois partidos.[carece de fontes?]
Os líderes do movimento liberal foram reprimidos pelas forças do governo, mas em 1844, o Imperador Pedro II concedeu anistia aos envolvidos na revolta, permitindo a reintegração de muitos deles à vida política. Esse gesto conciliador refletia a visão do Imperador, como apontado pelo historiador João Ribeiro: "as guerras civis e revoltas não passavam de equívocações sanáveis com o tempo e com a generosidade do governo".

### Imigração
O estado imperial brasileiro criou políticas para o assentamento de famílias camponesas europeias em diversas regiões do país, criando os chamados núcleos coloniais. A partir da década de 1880 esse movimento ganhou ainda mais força, tendo sido o responsável pela ida de parcelas significativas de camponeses alemães, italianos, poloneses, ucranianos, russos e de outras nacionalidades para as províncias/estados do Rio Grande do Sul, Santa Catarina, Paraná, Espírito Santo e São Paulo.
Minas também foi o destino de imigrantes, embora em volume menor do que aquele que se dirigiu para outros lugares. Minas Gerais traça uma série de políticas públicas de imigração que têm, em geral, como objetivo maior a colonização, entendida como assentamento de população em núcleos de povoamento, e não como oferta de mão-de-obra para os fazendeiros.

## Demografia
Até o final do século XVIII, a maior parte da população da capitania concentrava-se nos núcleos urbanos e nas proximidades da região mineradora. Contudo, o esgotamento das jazidas auríferas e de diamantes levou à diáspora da população urbana, que se deslocou para outras regiões. Os desbravadores passaram a criar novas fazendas por outras regiões do atual estado, erguiam capelas onde posteriormente surgiam arraiais e vilas.
No início do século XIX, houve uma intensa criação de vilas, freguesias, distritos e municípios. Isto contribuiu para a expansão e povoamento do território mineiro, expandido suas fronteiras para o norte (adquirindo partes da província de Pernambuco), para leste (adquirindo áreas do Espírito Santo), para o oeste (anexando a região do Triângulo Mineiro, antes pertencente a Goiás). A população mineira passou a ser predominantemente rural, e as cidades do ouro ficaram cada vez mais vazias, o que teve grande influência na cultura e na política da província.

### Censo de 1872
A Província de Minas Gerais era a mais populosa do Império. Com uma população estimada em mais de 2 milhões de pessoas, também era a maior em quantidade de escravos: c.370 459.

## Economia

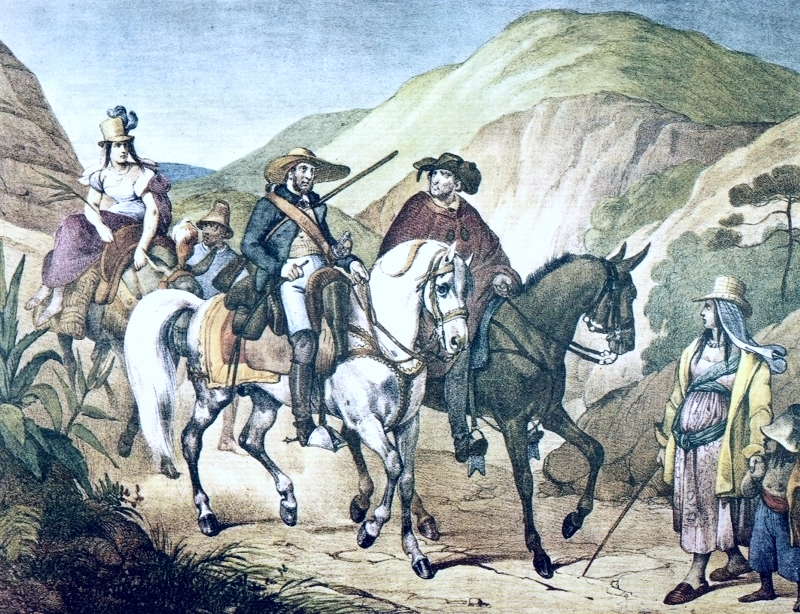
Habitantes de Minas Gerais c. 1820

### Agricultura
Na região que atualmente corresponde ao sudeste do Brasil, a produção de café, que, nos primórdios do império, respondia por apenas 3% das exportações, foi se tornando, a cada década, mais e mais importante para a economia brasileira, principalmente devido ao aumento extraordinário do mercado consumidor internacional. As fazendas cafeeiras eram praticamente autossustentáveis, pois não só o café era produzido ali, mas também a alimentação e vestuário para os escravos, negando a possibilidade de surgimento de outros setores econômicos voltados para este mercado. Entretanto, a extinção do tráfico negreiro (e o consequente encarecimento no valor dos escravos) obrigou aos produtores a focarem na manutenção da mão de obra em detrimento da autossustentabilidade. Buscou-se, então, impedir uma alta nos custos da produção.

### Indústria

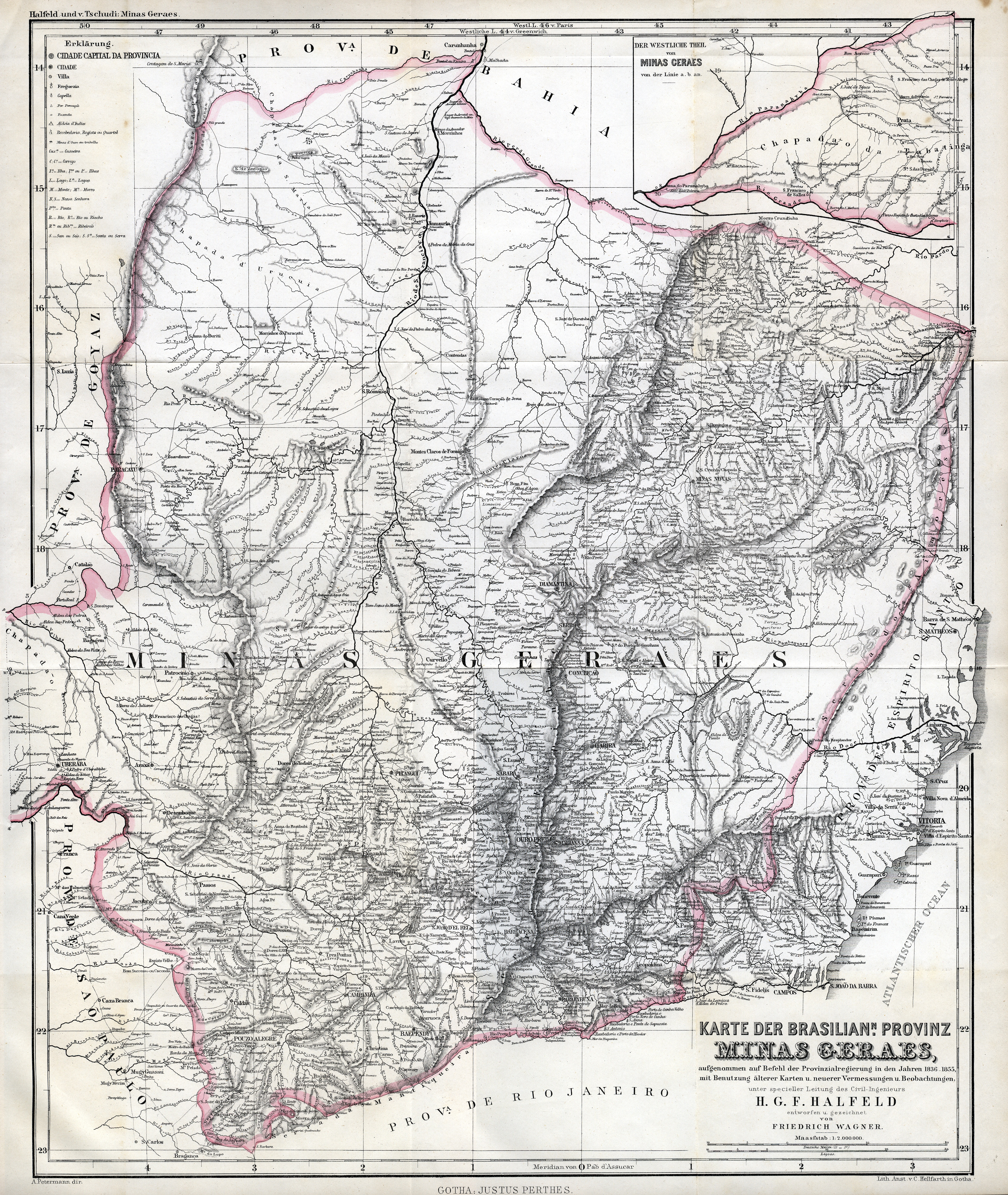
Mapa de Minas Gerais em 1865.

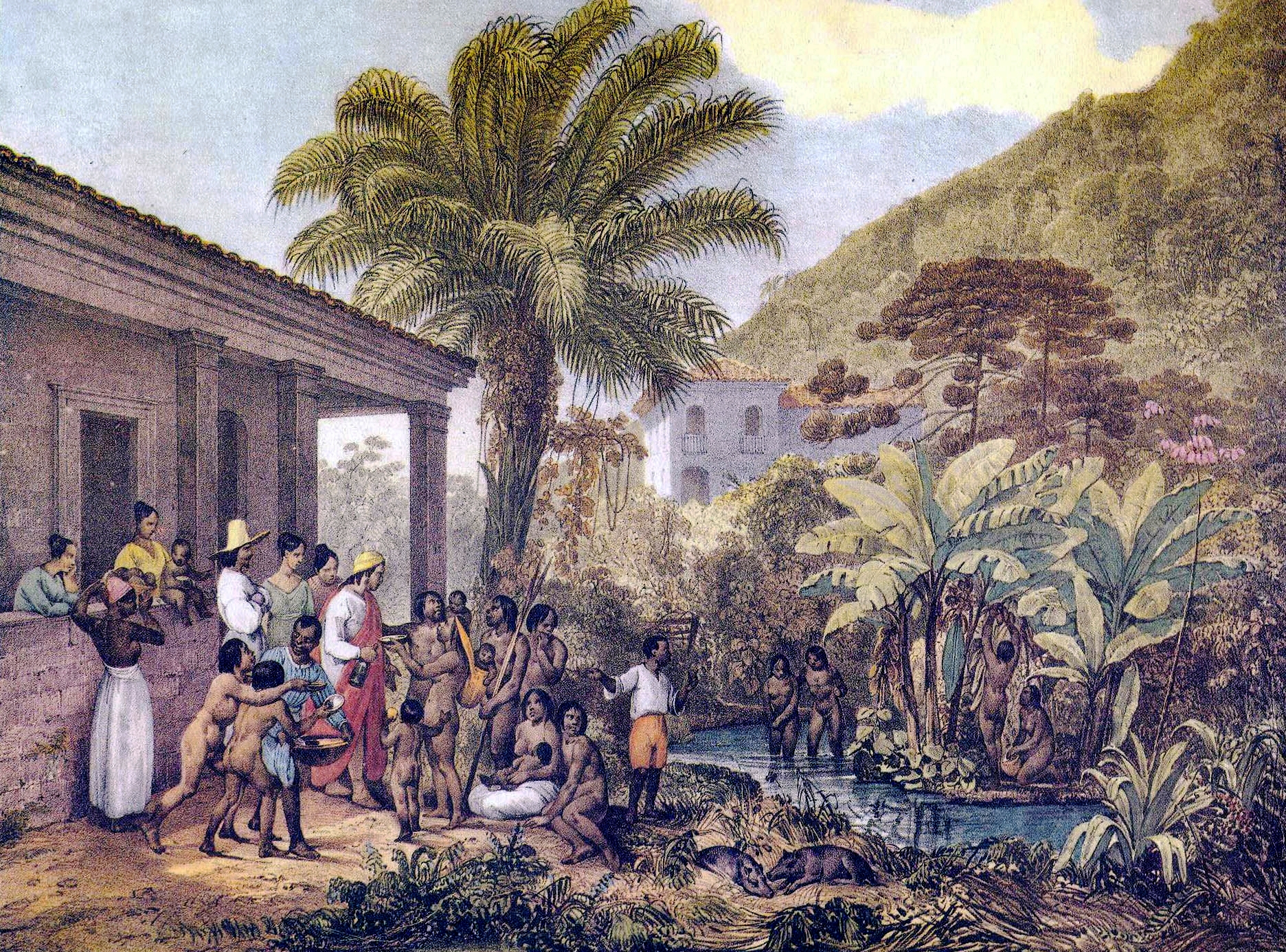
Índios em uma fazenda c. 1824

A indústria brasileira tem sua origem remota nas oficinas artesanais datadas do início do século XIX. A maior parte dos estabelecimentos industriais surgiram no Sudeste brasileiro (principalmente nas províncias do Rio de Janeiro, Minas Gerais e mais tarde, São Paulo), e de acordo com a Junta de Comércio, Agricultura, Fábricas e Navegação, 77 estabelecimentos foram registrados entre 1808 e 1840 e receberam a classificação de "fábricas" ou "manufaturas".
Contudo, a maior parte, cerca de 56 estabelecimentos, na realidade se encaixavam na categoria de "oficinas artesanais" e estavam voltados para os ramos de sabão e velas de sebo, rapé, fiação e tecelagem, alimentos, fundição de ferro e metais, lã e seda, dentre outros. Utilizavam como mão de obra tanto elementos livres como também escravos.
Durante a segunda metade do século surgiram os primeiros avanços no setor industrial em Minas. No campo siderúrgico, começava a aumentar a produção e manufatura do ferro. Surgiram ainda várias fábricas de produtos têxteis, laticínios, vinhos, alimentos, cerâmicas e louças. Contudo, as atividades agropecuárias dominavam a economia da época, sendo voltadas principalmente para subsistência, desfavorecendo o crescimento econômico da província. A mão de obra era predominantemente escrava, provenientes dos que restaram das atividades mineradoras.
A produção de café voltada para a exportação chegou à província no início do período imperial e aumentou substancialmente até o fim do século. Porém, a produção paulista sempre foi expressivamente maior e fatores administrativos, naturais e econômicos desfavoreceram o desenvolvimento da cafeicultura mineira na época.

## Infraestrutura

### Educação

#### Escola de Farmácia de Ouro Preto

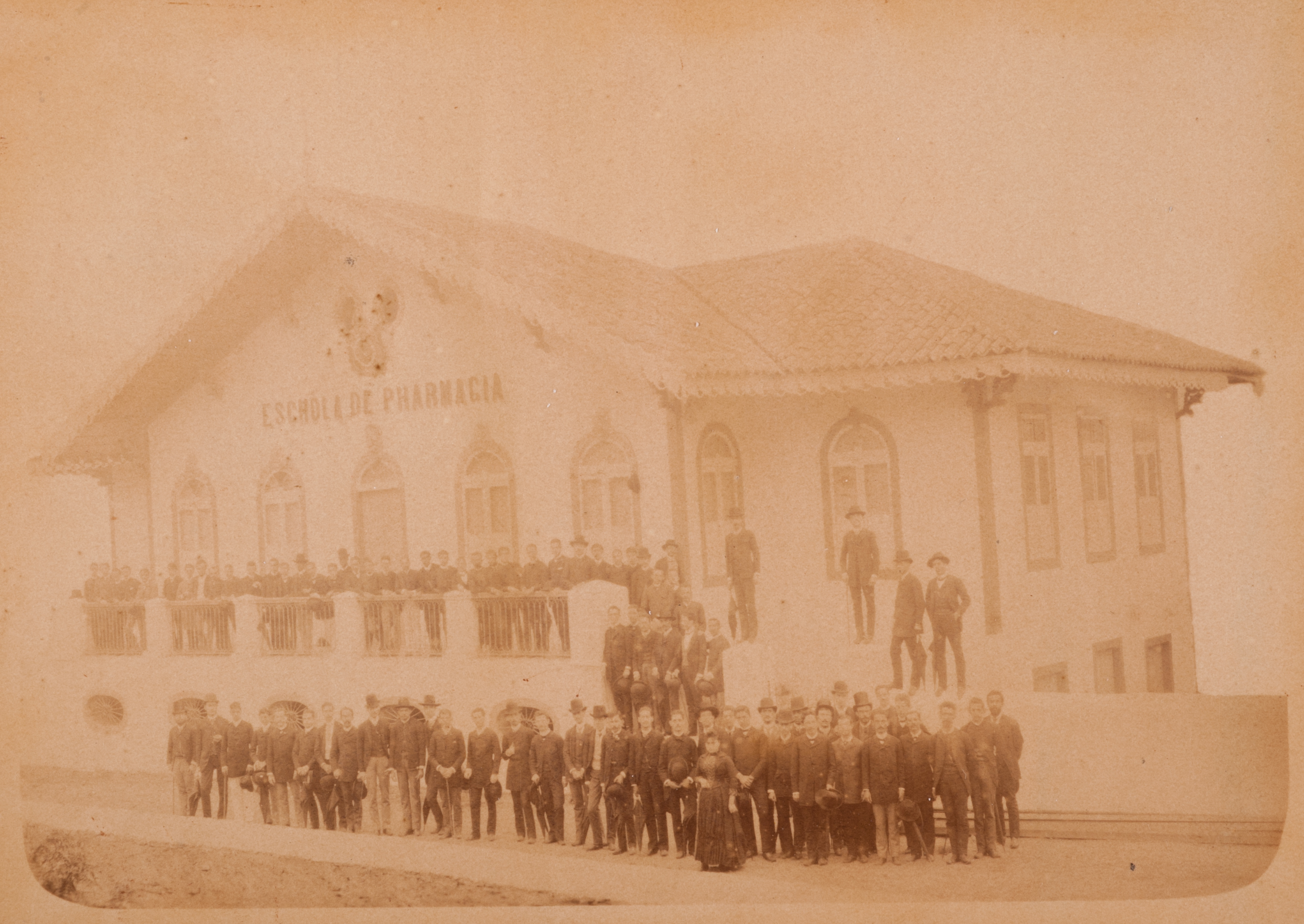
Escola de Farmacia de Ouro Preto, em 1890.

A Escola de Farmácia de Ouro Preto foi criada em 4 de Abril de 1839. Foi pioneira no ensino de Farmácia desvinculado das Faculdades de Medicina no país.

#### Escola de Minas de Ouro Preto

Fachada lateral da Escola de Minas na década de 1910. Arquivo Nacional.

A Escola de Minas de Ouro Preto foi fundada em 12 de outubro de 1876, pelo cientista francês Claude Henri Gorceix a pedido do então imperador Pedro II na tentativa de ensejar no Brasil a pesquisa cientifica nos moldes do empirismo. Em 1969, juntamente com a também centenária Escola de Farmácia de Ouro Preto, a formariam a Universidade Federal de Ouro Preto. No cenário nacional, a Escola de Minas de Ouro Preto se destaca  por ter sido pioneira na formação de engenheiros de minas e geólogos, sediada no antigo Palácio dos Governadores.

### Segurança

#### Guarda Nacional
A Guarda Nacional em Minas Gerais no ano de 1845 contabilizava 58.079 praças em serviço.A guarda estava presente em cerca 30 municípios mineiros em 1840. A Guarda esteve presente nas lutas da Revolta do Ano da Fumaça, quando contribuiu com cerca de 4 a 6 mil combatentes no lado legalista, e também nas Revoltas liberais de 1842, atuando em serviço tanto do lado rebelde, com o apoio de 14 municípios, quanto legalista, uma vez que o comando da Guarda era dos Municípios.